# Siergiej Bagapsz
Niektóre z zamieszczonych tu informacji wymagają weryfikacji.
Dokładniejsze informacje o tym, co należy poprawić, znajdują się w sekcji Transkrypcja dyskusji tego artykułu.
 Po wyeliminowaniu niedoskonałości należy usunąć szablon {{Dopracować}} z tego artykułu.
Siergiej Bagapsz (abch. Сергеи Уасыл-иҧа Багаҧшь, ros. Сергей Васильевич Багапш) (ur. 4 marca 1949 w Suchumi, zm. 29 maja 2011 w Moskwie) – od 12 lutego 2005 do 29 maja 2011 prezydent nieuznawanej przez większość państw Republiki Abchazji, stanowiącej de iure część Gruzji. W latach 1997–1999 premier Abchazji.

## Życiorys
Siergiej Bagapsz urodził się w 1949 w Suchumi w ówczesnej Abchaskiej ASRR w ZSRR. W 1971 ukończył agronomię na Gruzińskim Państwowym Uniwersytecie Rolnictwa Subtropikalnego. W czasie studiów pracował w firmie winiarskiej oraz jako ochroniarz w banku. W latach 1973–1974 odbywał służbę wojskową. Następnie pracował jako instruktor w abchaskim Komsomole. 
W 1978 odpowiedzialny za informację w komitecie centralnym gruzińskiego oddziału Komsomołu. W następnym roku został przewodniczącym młodzieży pracującej w gruzińskim Komsomole. W 1980 został I Sekretarzem abchaskiego komitetu regionalnego Komsomołu. W 1982 objął funkcję sekretarza generalnego komitetu rejonowego Komunistycznej Partii Gruzji w Oczamczyrze. 
W 1989, na czele ochotniczego oddziału abchaskiego, brał udział w walkach o Oczamczirę z atakującymi miasto formacjami gruzińskimi – został wówczas ciężko ranny. W czasie wojny gruzińsko-abchaskiej w latach 1992–1993, jako dowódca ochotniczej jednostki, uczestniczył w ofensywie na Suchumi, znajdujące się w rękach gruzińskich. W 1995 objął stanowisko wiceprezydenta „de facto” niezależnej Republiki Abchazji.

## Premier
29 kwietnia 1997 objął stanowisko premiera Abchazji. W czasie rządów Bagapsza doszło do groźnego odnowienia konfliktu z Gruzją. Apogeum konfliktu nastąpiło w maju 1998, gdy wojska gruzińskie rozstawione przy granicy z Abchazją, zaatakowały Abchazję próbując opanować położony na południu Abchazji rejon Gali. Konflikt zbrojny, potocznie nazwany „wojna sześciodniową”, wygrany przez Abchazów, doprowadził do opuszczenia Abchazji przez 30 tys. Gruzinów i zniszczenia wielu ich domostw w republice.
Urząd premiera pełnił do 20 grudnia 1999. Zrezygnował wówczas ze stanowiska i rozpoczął działalność gospodarczą. W latach 2001–2004 był dyrektorem państwowej spółki energetycznej CzernoMorEnergo.

## Prezydent

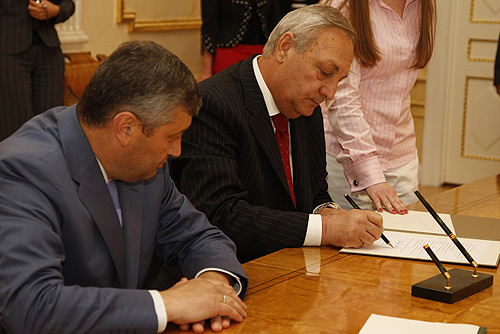
Prezydent Bagapsz w trakcie podpisywania porozumienia o zakończeniu działań wojskowych w Gruzji, Moskwa (sierpień 2008)

Na początku 2004 Bagapsz powrócił do polityki i był jednym z założycieli partii Zjednoczona Abchazja. W październiku 2004 wziął udział w wyborach prezydenckich. W wyborach z 3 października 2004 jego głównym rywalem był kandydat obozu rządzącego, popierany przez urzędującego prezydenta Władysława Ardzinbę, Raul Chadżymba. Wybory doprowadziły do ostrego kryzysu politycznego w Abchazji. 
Pierwsze sondażowe wyniki wyborów exit poll wskazywały na zwycięstwo Chadżimby na poziomie 61% głosów, daleko przed Bagapszem (22%). W sytuacji przeciągającego się oczekiwania na wynik wyborów, każdy z kandydatów ogłosił swoje własne zwycięstwo.
11 października 2004 komisja wyborcza ogłosiła zwycięstwo Bagapsza, który według jej wyników zdobył 50,08% głosów, co oznaczało wygraną już w I turze głosowania. Chadżimba nie uznał tych wyników, zapowiedział zaskarżenie ich do Sądu Najwyższego i zażądał ponownego przeliczenia głosów. W celu zażegnania kryzysu powołana został specjalna komisja, złożona z przedstawiciela Bagapsza, Chadżimby, i komisji wyborczej, której zadaniem było powtórne przeliczenie głosów. 28 października 2004 Sąd Najwyższy potwierdził zwycięstwa Bagapsza stosunkiem głosów 44 tys. do 30,8 tys. W odpowiedzi na orzeczenie sądu, zwolennicy Chadżimby otoczyli jego budynek i zażądali zmiany decyzji. Pod ich presją, następnego dnia Sąd Najwyższy anulował wcześniejsze orzeczenie i ogłosił zwycięzcą wyborów Chadżimbę. Jednak wkrótce potem oświadczył, że działał pod groźbą i przywrócił swoje pierwotne orzeczenie o zwycięstwie Bagapsza. Głos w konflikcie zabrał również prezydent Ardzinba, który 6 października 2004 zdymisjonował Chadżimbę ze stanowiska premiera, a 29 października 2004 zarządził przeprowadzenie nowych wyborów w dniu 6 grudnia. Bagapsz odrzucił decyzję prezydenta i zapowiedział na 6 grudnia 2004 inaugurację swojej prezydentury. 
21 listopada Chadżimba odrzucił ofertę Bagapsza objęcia stanowiska premiera lub wiceprezydenta w zamian za uznanie porażki w wyborach. 23 listopada zwycięstwo Bagapsza uznała Rada Starszych, a trzy dni później parlament. Do porozumienia między Chadżimbą a Bagapszem doszło dopiero 5 grudnia 2004. Bagapsz zgodził się wówczas na ponownie wybory w styczniu 2005, w których miał wystartować wspólnie z Chadżimbą jako kandydatem na stanowisko wiceprezydenta. W powtórnych wyborach prezydenckich z 12 stycznia 2005 duet Bagapsz-Chadżimba uzyskał 91,54% głosów poparcia. 12 lutego 2005 Bagapsz został zaprzysiężony na stanowisku prezydenta. 

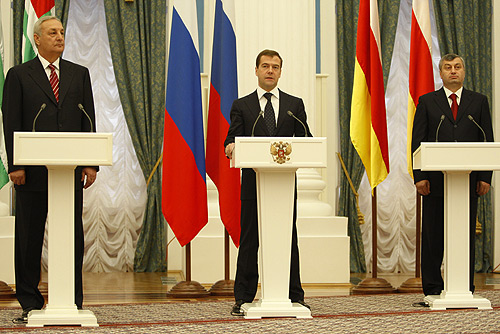
Siergiej Bagapsz (od lewej) z prezydentem Dmitrijem Miedwiediewem i prezydentem Eduardem Kokojty, Moskwa, wrzesień 2008.

W sierpniu 2008 w czasie wojny w Południowej Osetii prezydent Bagapsz był głównodowodzącym armii abchaskiej. Mając poparcie parlamentu i społeczeństwa, zwrócił się do prezydenta Rosji Dmitrija Miedwiediewa o uznanie niepodległości Abchazji. Rosja uznała niepodległość Abchazji 26 sierpnia 2008. We wrześniu 2008 ogłosił zamiar ubiegania się przez Abchazję o członkostwo we Wspólnocie Niepodległych Państw, Związku Białorusi i Rosji oraz Organizacji Układu o Bezpieczeństwie Zbiorowym. Podkreślił przy tym, że zgodnie z wolą mieszkańców wyrażoną w referendum, Abchazja nie zamierza przyłączyć się do Rosji.
Na początku listopada 2009 Bagapsz został jednym z pięciu kandydatów w wyborach prezydenckich w grudniu 2009. Bagapsz wygrał z wynikiem 59,4% I turę wyborów, którą przeprowadzono 12 grudnia 2009. Jego główny rywal Raul Chadżymba zdobył 15,4% głosów. Chadżimba odrzucił wyniki wyborów, oskarżając władze o fałszerstwa wyborcze i liczne nieprawidłowości w czasie głosowania. Wybory nie zostały uznane przez społeczność międzynarodową (oprócz trzech państw uznających niepodległość Abchazji) i potępione przez Gruzję. W ich kontroli nie uczestniczyli obserwatorzy z żadnych organizacji międzynarodowych. Obserwatorzy z Rosji i Wenezueli uznali je za „wolne i uczciwe”. 12 lutego 2010 prezydent Bagapsz został oficjalnie zaprzysiężony na drugą kadencję. Ze względu na długą chorobę i leczenie, pozostawał on w zasadzie nieobecny na abchaskiej scenie politycznej.
29 maja 2011 zmarł w szpitalu w Moskwie w wyniku komplikacji po przebytej operacji płuc. Obowiązki prezydenta przejął wiceprezydent Aleksandr Ankwab.